# Knjižnica Črnomelj
Knjižnica Črnomelj je osrednja splošna knjižnica s sedežem na Ulici Otona Župančiča 7 (Črnomelj).
Ima dislocirane enote: Semič.